# Gaungze Kyun
Gaungze Kyun är en ö i Myanmar. Den ligger i den södra delen av landet, 400 km söder om huvudstaden Naypyidaw.
Terrängen på Gaungze Kyun är varierad.  Omgivningarna runt Gaungze Kyun är en mosaik av jordbruksmark och naturlig växtlighet.